# Okupacja aliancka Austrii

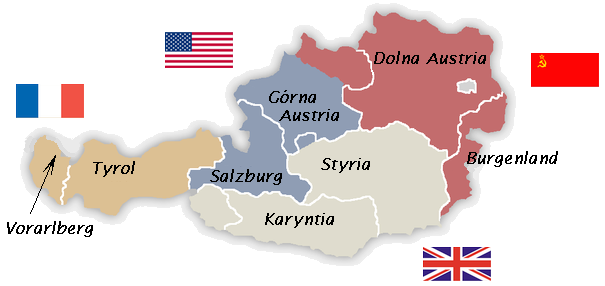
Podział Austrii na 4 strefy okupacyjne w latach 1945-1955

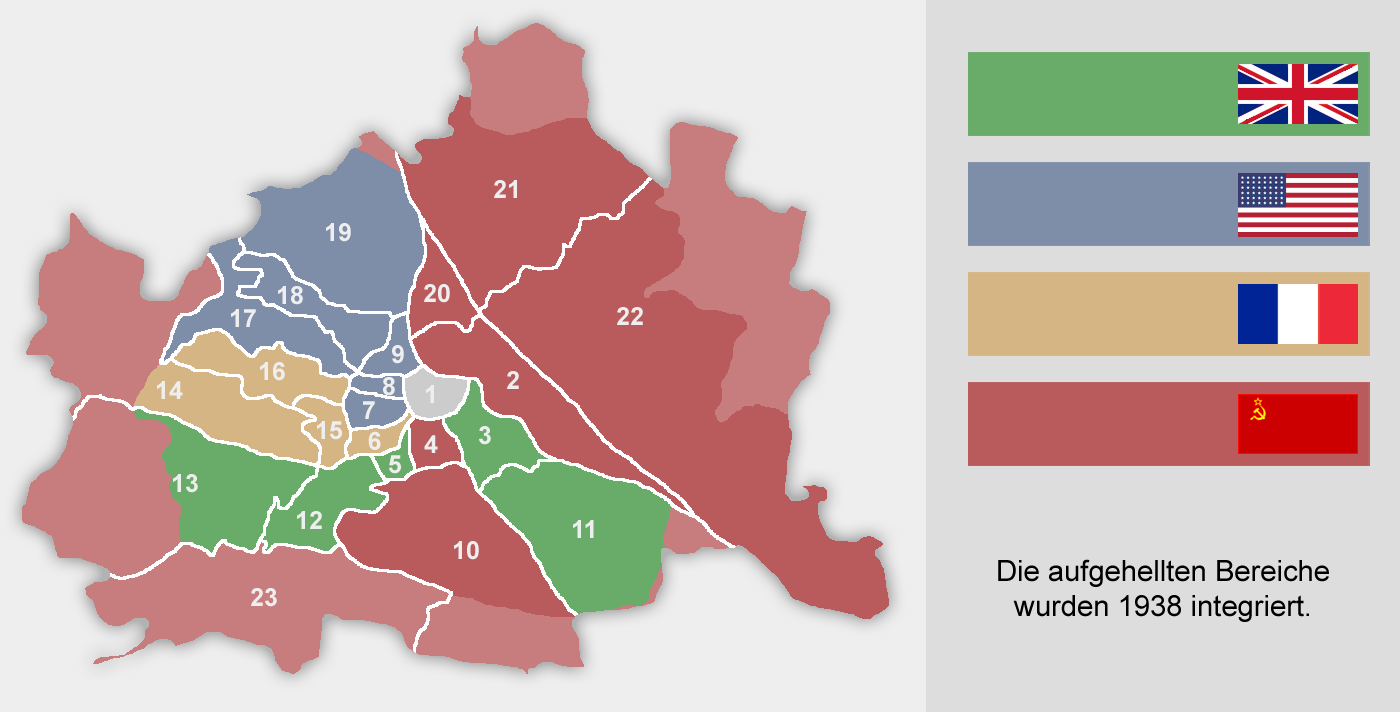
Podział Wiednia na 4 strefy okupacyjne w latach 1945-1955

Aliancka okupacja Austrii – przeprowadzony decyzją konferencji poczdamskiej podział Austrii na 4 strefy okupacyjne w latach 1945-1955.

## Utworzenie
4 lipca 1945 Stany Zjednoczone, Wielka Brytania, Francja i Związek Socjalistycznych Republik Radzieckich, powołując się na Deklarację Moskiewską z 30 października 1943 podpisały porozumienie o utworzeniu stref kontroli nad terytorium austriackim. W 1946 okupowane tereny Austrii zamieszkiwało 7 mln osób.

## Strefy okupacyjne
Poszczególne strefy okupacyjne objęły swym zasięgiem następujące prowincje:
- amerykańska – Górną Austrię na południe od Dunaju, Salzburg i Salzkammergut;
- brytyjska – Karyntię, wschodni Tyrol, Styrię;
- francuska – północny Tyrol, Vorarlberg;
- radziecka – Burgenland, Dolną Austrię, Górną Austrię na północ od Dunaju.

Wiedeń został podzielony na 4 sektory kontroli:
- amerykański – dzielnice 7, 8, 9, 17, 18, 19;
- brytyjski – dzielnice 3, 5, 11, 12, 13;
- francuski – 6, 14, 15, 16;
- radziecki – 2, 4, 10, 20, 21, 22.

Dzielnica 1 była pod wspólną kontrolą wszystkich czterech państw.

## Organy władz okupacyjnych
11 września 1945 powstała Aliancka Komisja ds. Austrii, która formalnie była organem doradczym przy demokratycznym rządzie prezydenta i kanclerza Karla Rennera. W jej skład wchodziło czterech wysokich rangą wojskowych czterech mocarstw: amerykański generał Mark Wayne Clark, radziecki marszałek Iwan Koniew, brytyjski gen. Richard McCreery i francuski gen. Marie Emile Béthouart. Komisja zajęła się m.in. nadzorowaniem przeprowadzenia denazyfikacji.

## Zakończenie okupacji
Formalne zakończenie okupacji Austrii przez cztery mocarstwa nastąpiło wraz z podpisaniem 15 maja 1955 austriackiego traktatu państwowego, przywracającego Austrii suwerenność na jej terytorium. 19 października tego roku Austrię opuścił ostatni żołnierz radziecki. 26 października 1955 Austria ogłosiła wieczystą neutralność.